# Pere Codinachs i Verdaguer
Pere Codinachs i Verdaguer (Santa Eugènia de Berga, Osona, 27 de setembre de 1937 - Sallent, 24 de juliol de 2013) va ser un sacerdot claretià i teòleg, professor de sociologia moral a la Facultat de Teologia de Catalunya, a Barcelona, i professor en diversos instituts de ciències religioses.
Va professar com a missioner claretià l'any 1955 i va llicenciar-se en Ciències Socials a Roma i en Ciències Morals per la Universitat Pontifícia de Comillas. Va exercir el seu ministeri en esglésies dels claretians a Girona (hi havia estat destinat en dues ocasions), Montgat (en va ser rector de la Parròquia de Sant Joan de 2002 a 2004), Tarragona i Sallent. Va ser un dels tres últims membres de la comunitat que els claretians tenien a Tarragona i que l'any 2012 van clausurar per manca de vocacions.
Codinachs va fundar, a principis de la dècada de 1970, el moviment cristià Hora3, que va ser un moviment cristià, d'adolescents, joves i adults, a Catalunya. Estava inspirat en la Federació de Joves Cristians de Catalunya (FJCC) i tenia com a lemes fe, amistat, país i església. Pere Codinachs va ser, a part del fundador, el primer coordinador general del moviment.«»
Aquest moviment Hora3 va tenir força ressò, arribant a trobades anuals multitudinàries, i amb arrelament tot al llarg del territori de parla catalana. Ideat per tal de donar resposta als problemes humans i espirituals, alhora que socials dels moments de finals de la dictadura en el nostre país, va ser un moviment important en el creixement humà de part del jovent de les dècades de 1970, 1980 i principis de la dècada de 1990 del principat.
Va publicar diversos llibres, entre els quals, Pobre i a peu: Sant Antoni Maria Claret (1a ed., 1999; 2a ed., 2014; ISBN 9788498468748), amb motiu del 75è aniversari de l'arribada dels Missioners claretians a Manresa; Via-Crucis a Barbastre. Relat dels "fets martirials" dels 51 missioners claretians: agost de 1936 (1992, ISBN 8472637727); Els ametllers a la carena han florit. El «Seminari claretià màrtir» de Barbastre 1930-1936 (1995, ISBN 8472639908) o L'home com a misteri (2011, ISBN 9788498464870).
Pere Codinachs i Verdaguer va morir el 24 de juliol de 2013 «mentre es banyava en una piscina d'una família amiga», segons el comunicat publicat en el web dels claretians de Catalunya.